# Blau reial
El blau reial és alhora  una ombra brillant i una ombra fosca del blau atzur. Es diu que va ser creat per moliners a Rode, al Somerset (Anglaterra) per un consorci que va guanyar un concurs per a fer un vestit per a la Reina Carlota, consort del Rei Jordi III.

## Lluentor
Tradicionalment, els diccionaris defineixen el blau real com un blau de profund a fosc, sovint amb un tint morat o feble vermellós. El diccionari anglès d'Oxford el defineix com un "blau viu profund".
Cap als anys 1950, moltes persones van començar a pensar en el blau reial com una color més brillant, i és aquesta color més brillant el que es va triar com a color web "blau reial" (les colors web quan es van formular el 1987 van ser originalment conegudes com a colors #X11). El Consorci de la World Wide Web va designar la paraula clau "royalblue" per a aquesta color molt més brillant, en comptes de la versió més fosca tradicional del blau reial.

## Variacions

### Blau  reina
El blau reina és un mig to de blau reial.
El primer ús registrat del blau reina com a nom de color en anglès va ser el 1926. Abans, a comptar del 1661, aquesta color s'havia anomenat blau de la reina.